# Chileoptilia yaroella
Chileoptilia yaroella là một loài bướm đêm thuộc họ Gracillariidae. Loài này có ở Chile.
Ấu trùng ăn Acacia macrantha. Chúng ăn hoa của thực vật chúng sống trên đó.